# I-O-N
I-O-N (jap. イ・オ・ン) – jednotomowa manga Ariny Tanemury z gatunku mahō-shōjo.
Jest to historia nastolatki o imieniu Ion, która dzięki niezwykłemu medalionowi budzi w sobie zdolności telekinetyczne. Bohaterka stara się wykorzystywać swoje nadnaturalne moce tylko w szczytnych celach. Nie wie, czy chłopak, którego kocha, czuje do niej to samo i próbuje wybadać jego uczucia.
Manga, której autorką jest Arina Tanemura, była publikowana w czasopiśmie „Ribon” wydawnictwa Shūeisha od czerwcowego numeru wydanego w maju 1997. Ostatni rozdział tej mangi okazał się w listopadowym numerze tego czasopisma wydanym październiku tego samego roku. Rozdziały zostały skompilowane pojedynczym tomie, wydanym 14 grudnia 1997 roku.